# موتور میرک
موتور میرک یک منطقهٔ مسکونی در ایران است که در دهستان دلگان واقع شده‌است. موتور میرک ۵۲ نفر جمعیت دارد.